# 蓮舫

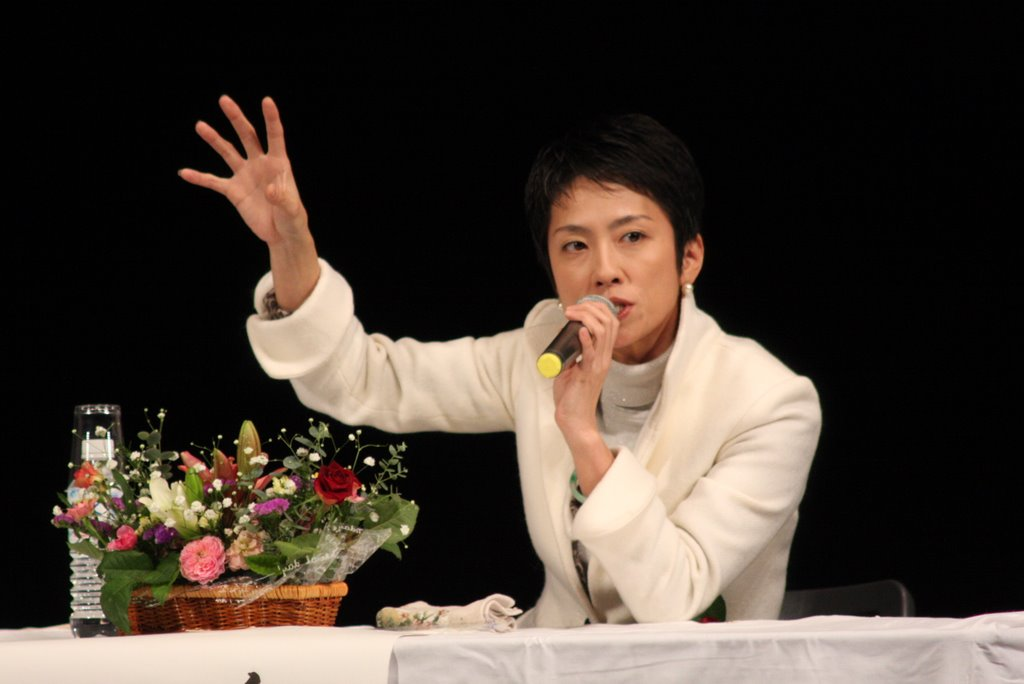
2008年蓮舫

蓮舫（1967年11月28日—，父姓謝，母姓齊藤，前夫姓村田）是台裔日本政治人物，前參議院議員、立憲民主黨參議院國會對策委員長。曾任民进党第2任代表（黨魁）、民進黨內派閥花齊會（源於松下政經塾）成員、以及日本參議院「新綠風會」成員。她於2010至2012年間為日本內閣成員，其間為行政刷新和消費者及食品安全的特命擔當大臣。2016年，她被選為民进党代表，是日本史上首位女性以及首位擁有多國血統者擔任主要政黨的黨魁。

## 姓名
蓮舫父親為臺灣人謝哲信，母親為日本人齊藤桂子。故漢名原名謝蓮舫，是家中長女。1985年過繼母系之後改稱齊藤蓮舫，1993年嫁給日本人村田信之，改夫姓為村田蓮舫，2020年8月離婚後改回齊藤蓮舫，通稱蓮舫。

## 家庭
第二次大戰時期，蓮舫祖母陳杏村從臺灣到上海經營菸草、水果等各種事業，並向日軍捐贈了兩架戰鬥機。1945年日本投降後被國民政府以汉奸罪起訴，但陳杏村聘請律師為己辯護，律師主張，由於漢奸罪不適用日本統治的臺灣人，以無罪定讞，全身而退，回到臺灣，而後陳杏村繼續努力各種事業，並曾向蔣介石政府大力捐輸。陳杏村代表青果公會捐建了“果貿新村”等眷村，其中“果貿三村”為第一夫人宋美齡親題村名。為此，陳杏村代表青果公會於1958年接受了由蔣介石簽署的“陸海空軍褒狀”，受到了中華民國政府嘉獎。
父親謝哲信為臺南人，家中與臺灣民進黨大老陳唐山有姻親關係，1994年在日本去世。按蓮舫的話來說：「父親生前是經營臺灣香蕉的進出口買賣，母親現在還繼續父親的香蕉事業，這是我們的家業。」其實這個家業是從祖母陳杏村一路傳下來的。據蓮舫的自傳說小時候因父母工作關係時常會與父母到臺北、高雄兩地居住數個月，當時的她曾感覺到臺灣就像回另一個家一樣，與日本沒什麼不同。
兒子村田琳是藝人和歌手。2022年3月，女性Seven等週刊雜誌報導他已經暫停演藝活動進入湘南工科大学就讀，並已經在2021年5月被該校校長、前自民黨國會議員糸山英太郎收養。
2020年8月7日，蓮舫與丈夫村田信之申請離婚，同月20日，蓮舫到參議院申報將自己的名字從「村田蓮舫」變更為使用娘家姓的「齊藤蓮舫」。她接受《周刊文春》訪問表示兩人因價值觀不同，且兒女已成年，因此簽字離婚。

## 簡歷
蓮舫曾長期擁有中華民國國籍，日本東京都出生，從幼稚園到大學均就讀於青山學院大學系統，1985年正式歸入日本，入讀青山學院大學法學部公法學科，並於1990年畢業。於1993年嫁給日本人村田信之，並在1995年到1997年期間到北京大學漢語中心學習中文。

## 從政
曾為藝人、記者的她，2004年曾來臺採訪總統大選。於2004年參議院選舉中代表民主黨參加東京區參議員選舉當選。2010年選舉以171萬734票連任，創下東京都選區有史以來的最高票紀錄，也是當次選舉日本全國票數最高的候選人。

### 入閣
2010年蓮舫於菅直人內閣中曾以「行政刷新特命擔當」的身分，兼管「食品安全暨消費者事務」，是日本史上首位臺裔國務大臣。2011年311日本宮城大地震後，全國面臨核能危機、電力短缺，蓮舫被時任首相菅直人緊急指派兼任「節電啟發特命擔當」，其後又出任「行政刷新大臣」。而於野田佳彥內閣中，蓮舫則是「行政刷新暨公務員制度改革特命擔當」。2011年11月，蓮舫被揭發與有吸毒及逃稅前科的不動產公司社長中山諭密會，她承認與此名男子有來往，但否認是婚外情。2012年1月13日，野田佳彥做內閣改組，行政刷新擔當大臣蓮舫遭到撤換並離開內閣，惟仍保有其參議員席位。

### 國籍問題
2016年9月6日，蓮舫被媒體揭發仍擁有中華民國國籍，故她主動到臺北駐日經濟文化代表處，遞交了放棄中華民國國籍的申請書，12日傍晚接到台北駐日代表處通知，確認她仍保有中華民國國籍，9月13日承認自己仍擁有中華民國國籍。有媒體指出蓮舫說「台灣不是個國家」，引起台灣立委指責、要求台灣駐日本代表謝長廷向日本抗議，查證後發現蓮舫強調日本政府「一中政策」主張尊重北京立場，有媒體誤翻成蓮舫說「台灣不是個國家」。
2016年9月23日，蓮舫開記者會宣布已完成放棄中華民國國籍。10月14日，日本法務大臣金田勝年召開記者會表示，無法受理蓮舫的國籍放棄之證明文件。
2017年7月18日，蓮舫因雙重國籍問題而被日本媒體記者採訪時表達謝罪之意，並公開其戶籍謄本，表示自2016年9月6日向中华民国政府申請放棄国籍，9月13日獲得中華民國內政部發給的「喪失國籍許可證書」，但日本政府駁回其申請，遂依戶籍法向區公所提出選擇日本籍申請。

### 政黨
2015年1月，獲民主黨新任代表岡田克也邀請，出任相當於副總裁的民主黨「代表代行」。後該黨併入日本民進黨。
2016年9月15日，以過半的票數當選日本民進黨代表（黨魁）。
2017年7月27日，蓮舫召開記者會，宣布辭去民進黨代表。12月26日，蓮舫退出民進黨，轉投立憲民主黨，擔任該黨副黨魁暨參議員幹事長。

### 參選東京都知事
2024年5月，蓮舫宣布以無黨籍參選東京都知事選舉，以反對自民黨及時任知事小池百合子為口號。最後排名第三落敗，輸給小池百合子及「黑馬」石丸伸二。

## 選舉紀錄
| 年度 | 選舉屆數             | 選舉區       | 所屬政黨   | 得票數    | 得票率 | 當選標記   | 備註 |
| ---- | -------------------- | ------------ | ---------- | --------- | ------ | ---------- | ---- |
| 2004 | 第20屆日本參議員選舉 | 東京都選舉區 | 民主黨     | 924,643   | 16.66% |            |      |
| 2010 | 第22屆日本參議員選舉 | 東京都選舉區 | 民主黨     | 1,710,734 | 28.06% | 全國最高票 |      |
| 2016 | 第24屆日本參議員選舉 | 東京都選舉區 | 民進黨     | 1,123,145 | 18.05% |            |      |
| 2022 | 第26屆日本參議員選舉 | 東京都選舉區 | 立憲民主黨 | 670,339   | 10.64% | 解職       |      |
| 2024 | 第22任東京都知事選舉 | 東京都       | 無黨籍     | 1,283,262 | 18.8%  |            |      |

## 演藝事業
早年為藝人、模特兒，她的首張專輯於1985年，17歲時出現在日本NTT電話卡的電視廣告中，從事美少女寫真、平面及電視媒體廣告演出等。最初的工作主要集中在日本電視台綜藝節目。 
1993年，為朝日電視台的新聞節目『Station EYE』（ステーションEYE）記者，1995年因報導神戶大地震期間取得了每週播報的機會。

### 寫真集
- Ren Ho （ワニブックス、1988年）

### 錄影帶
- ナチュラルな妖精誕生 - Ren Ho （クラリオンソフト、1987年）

### 電視
- セーラー服通り（1986年1月 - 1986年3月、TBS）
- 君の瞳をタイホする! （1988年、富士電視台）
- スーパージョッキー（1990年4月 - 1992年9月、日本電視台）
- 合コン!合宿!解放区! （1990年5月 - 1991年3月、朝日放送）
- クイズおもしろTV （1990年8月 - 9月、朝日電視台） - アシスタント
- サラリーマン・アワー 平成のオキテ（1990年10月 - 降板時期不明、名古屋テレビ） - 司会
- 桂三枝のにゅーすコロンブス（1990年10月 - 1991年3月、朝日放送） - 2代目サブキャスター
- IKE IKE CLUB （1990年、TBS） - 司会
- マジカル頭脳パワー!! （1991年3月 - 1992年3月、日本電視台）
- ヒットパレード'90s （1991年4月 - 1991年10月、富士電視台）
- 3時にあいましょう（1991年4月 - 1992年9月、TBS）
- ニュースに挑戦!あなたの常識（1991年4月 - 7月、東京電視台） - クイズ番組のアシスタント
- 徹子の部屋（1991年・1995年・1997年・2002年、朝日電視台） - ゲスト出演
- 次男次女ひとりっ子物語（1991年10月 - 12月、TBS）
- スーパーワイド（1992年10月 - 1993年3月、TBS）
- ステーションEYE （1993年4月 - 1995年10月、朝日電視台）
- 水曜プレステージ（朝日電視台） - 飯星景子、矢吹藍子との共同司会、その後高市早苗、田中綾子らとの共同司会
- みのもんたのサタデーずばッと（TBS）
- '98中日友好歌会（1998年，CCTV/NHK）

### 廣播
- BATTLE TALK RADIO アクセス（2003年1月 - 2004年3月、TBSラジオ）

### 企業廣告
- NTT （1988年頃）
- 京阪電気鉄道（1989年秋 - 1991年秋）
- サッポロビール 黒ラベル

## 書籍
- 『一番じゃなきゃダメですか?』PHP研究所 2010
- 『蓮舫流やる気のスイッチ!1日10分手作り学習ドリル術』小学館 2010

共著
- 『国家機能を立て直す 若手政治家が目指す、新しい日本のかたち』野田佳彦、近藤洋介、山口つよし、松本大輔、藤原直哉共著 ファーストプレス 2009

## 外部連結
- 官方網站 （页面存档备份，存于）
- 蓮舫官方部落格 （页面存档备份，存于）
- 蓮舫的Twitter （页面存档备份，存于）
- 蓮舫事务所的Twitter （页面存档备份，存于）
- 民主党 （页面存档备份，存于）

| 政党职务        | 政党职务                                                           | 政党职务        |
| --------------- | ------------------------------------------------------------------ | --------------- |
| 前任： 岡田克也 | 日本民進黨代表 2016年9月15日—2017年9月1日                          | 繼任： 前原誠司 |
| 官衔            |                                                                    |                 |
| 前任： 枝野幸男 | 特命擔當大臣（行政刷新） 第3代：2010年—2011年 第5代：2011年—2012年 | 繼任： 枝野幸男 |
| 其他職務        |                                                                    |                 |
| 前任： 戶田信子 | 朝日電視台 《Statio EYE》 平日女性主播 第3代：1993年—1995年        | 繼任： 岡田洋子 |